# Henry Nxumalo
Henry Nxumalo également connu sous le nom de Henry « Mr Drum » Nxumalo, né en 1917 à Margate, une petite ville côtière du Natal, en Afrique du Sud et mort assassiné le 31 décembre 1957, est un Journaliste d'investigation sud-africain.

## Jeunesse
Henry Nxumalo est né à Mvutshini, le quartier noir de Margate, un village et une station balnéaire de la province du Natal. Fils ainé de Lazare et de Joséphine Nxumalo, il a fréquenté la Fascadale Mission School, où il se révèle si prometteur que ses enseignants l'envoie à Durban poursuivre ses études.

## Carrière
Il commence à rédiger des articles qu'il soumet à diverses revues, mais les opportunités sont alors limitées pour les journalistes noirs. Repéré par le journal le Post de Johannesburg, il lui est proposé de contribuer régulièrement et de devenir un journaliste expérimenté et reconnu.
À 22 ans à peine, il s'enrôle dans l'armée sud-africaine lorsque débute la Seconde Guerre mondiale. Il est envoyé en Égypte, un pays dans lequel les forces sud-africaines sont impliquées notamment dans le désert occidental de l'Afrique du Nord. Il visite aussi Londres, où il tisse des liens avec des personnalités du monde de la culture.
Lors de son retour en Afrique du Sud, il est frustré par l'idéologie d'apartheid qui commence à être mise en œuvre par le gouvernement Malan en 1948. Les possibilités offertes aux journalistes noirs s'amenuisent et la plupart de leurs publications sont sévèrement contrôlées.
En 1951, l'éditeur Jim Bailey fonde le légendaire magazine Drum avec Anthony Sampson, comme principal éditeur et il demande à Henry Nxumalo d'en devenir un éditeur adjoint.
Nxumalo, à cette époque, s'est spécialisé dans le journalisme d'investigation. Toutefois, les intérêts commerciaux de la communauté blanche n’offrent guère de grandes possibilités pour réaliser des enquêtes approfondies et les mener à bien. Toujours est-il que Nxumalo est mandaté par son journal, pour faire un reportage dans les exploitations de pommes de terre. L'objet de cette mission vise à dénoncer les conditions sordides des travailleurs noirs qui y sont embauchés.
Le dossier constitué par Nxumalo, qui décrit avec précision les conditions d'embauche et les perquisitions dégradantes dont les ouvriers sont victimes, fait l'effet d'une bombe et a un retentissement international. Inquiets de la contestation grandissante, les pouvoirs publics font appel aux forces de police, en demandant un grand nettoyage.
Il est ensuite été mandaté pour réaliser une enquête dans une ferme où un ouvrier africain avait été battu à mort avec un morceau de tuyau d'arrosage. Son enquête, axée sur le « soutien » de l'église à l'apartheid, démontre les discordances qui existaient entre les préjugés et les évangiles qui préconisaient « l'amour fraternel ».
En 1957, Nxumalo enquête activement sur un dossier de racket à l'avortement. Il est poignardé à mort par un ou des inconnus le 31 décembre 1957 alors qu'il se rend à un rendez-vous avec une source concernant ce dossier, impliquant un médecin connu. Son meurtrier n'a jamais été identifié.

## Postérité
En 2004, Goch Street, située dans le quartier culturel de Newtown à Johannesburg, est rebaptisée Henry Nxumalo Street (la « Rue Henry Nxumalo »). La pièce de Sylvester Stein, 2005, Who Killed Mr Drum? (adapté de son livre de 1999 portant le même titre sur son expérience de rédacteur en chef de Drum) commence par le meurtre de Nxumalo.

## Prix
Nxumalo a été honoré à titre posthume de l'Ordre de l'Ikhamanga en argent pour son excellence dans le journalisme sud-africain. Le prix a été recueilli par son fils, Henry Nxumalo Jr, le 27 septembre 2007.